# Chemisch element
Een chemisch of scheikundig element is een stof die met scheikundige middelen en methoden niet in andere stoffen opgesplitst kan worden. Een element bestaat uit één soort atomen met alle hetzelfde atoomnummer, dus met hetzelfde aantal protonen in de kern. Het aantal neutronen in de atomen van een element kan variëren.
De elementen worden onderverdeeld in metalen, metalloïden en niet-metalen. De meeste elementen zijn bij kamertemperatuur een vaste stof. Enkele elementen zijn gassen, waaronder de edelgassen. Broom en kwik zijn vloeibaar.
Met ingang van 2010 zijn er 118 elementen geïdentificeerd. De eerste 98 komen van nature voor op aarde, hoewel 10 daarvan alleen in sporen. De andere 20 zijn synthetisch: ze kunnen alleen in laboratoria of kernreactoren gemaakt worden, en vervallen zeer snel tot stabielere elementen. Van de 98 natuurlijke elementen hebben er 80 ten minste één stabiel isotoop, de overige hebben alleen radioactieve isotopen, die met de tijd spontaan vervallen in andere elementen.

## Symbool
Elk element wordt aangeduid met een symbool, dat uit een of meer letters bestaat. De eerste letter is een hoofdletter, de andere zijn kleine letters, zodat er geen verwarring mogelijk is als een aantal symbolen achter elkaar worden geschreven, zoals in CaO. De meeste elementen die in de scheikunde veel voorkomen, hebben een symbool van één letter. De belangrijkste daarvan zijn waterstof (H), koolstof (C), stikstof (N) en zuurstof (O). Enkele weinig voorkomende elementen, zoals wolfraam (W) en yttrium (Y) hebben ook een enkele letter. Andere elementen hebben een symbool van twee letters. Nieuw-gesynthetiseerde elementen kunnen een voorlopige naam en een voorlopig symbool van drie letters hebben. Het symbool is in veel gevallen een afkorting van de Latijnse naam. De elementen die al lange tijd bekend zijn, hebben in verschillende talen eigen namen. Het internationale symbool voorkomt dan verwarring.

## Atoomsoort
Alle atomen met hetzelfde aantal protonen in de atoomkern, dus met hetzelfde atoomnummer Z, behoren tot hetzelfde element. Zo bezitten alle atomen van het element koolstof zes protonen in de kern, en behoren alle atomen met 92 protonen in de kern tot het element uranium.
Het atoomnummer Z bepaalt ook de plaats van het element in het periodiek systeem der elementen, vaak kortweg het periodiek systeem genoemd. Het woord periodiek in dit systeem betekent dat eigenschappen zich periodiek herhalen.
Het periodiek systeem werd in 1869 door de Rus Dmitri Mendelejev bedacht, toen nog veel elementen niet ontdekt of slecht onderzocht waren. Vanaf toen maakte het periodiek systeem het mogelijk om van deze nog onbekende elementen veel eigenschappen te voorspellen.
In het periodiek systeem zijn de elementen naar oplopend atoomnummer Z geordend en onderverdeeld in groepen met overeenkomstige eigenschappen.

## Isotopen
Atomen die tot eenzelfde element behoren, kunnen een verschillend aantal neutronen hebben. Men spreekt dan van isotopen. De naam isotoop komt van het Griekse iso = gelijk en topos = plaats, hiermee wordt bedoeld dat isotopen dezelfde plaats in het periodiek systeem innemen. Isotopen van eenzelfde element hebben een verschillend aantal neutronen in de kern en daardoor een verschillend massagetal.
Er zijn bijvoorbeeld drie belangrijke isotopen van koolstof. Alle koolstofatomen hebben 6 protonen in de kern, maar ze hebben 6, 7 of 8 neutronen. Het massagetal van deze isotopen is respectievelijk 12, 13 en 14. Deze drie isotopen van koolstof zijn daarom bekend als koolstof-12, koolstof-13 en koolstof-14. Koolstof dat van nature voorkomt is een mengsel van 12C (meer dan 98,9%), 13C (1,1%) en van 14C (ongeveer 1 atoom per biljoen).
De meeste elementen, dat wil zeggen 66 van de 94 in de natuur voorkomende, hebben meer dan één stabiele isotoop. De isotopen van een bepaald element zijn chemisch bijna niet van elkaar te onderscheiden. De isotopen van waterstof zijn daarbij een uitzondering. Doordat deze, waterstof, deuterium en tritium, sterk van elkaar verschillen in relatieve massa, vertonen zij verschillende chemische effecten.
Alle elementen hebben naast stabiele isotopen ook radioactieve isotopen, ook radio-isotopen genaamd. Deze komen niet alle van nature voor. De radio-isotopen ontstaan door verval van andere radioactieve elementen. Vele radio-isotopen zijn alleen kunstmatig gemaakt. Sommige elementen hebben geen stabiele isotopen. Voor de van nature voorkomende elementen geldt dit voor technetium (atoomnummer 43), promethium (atoomnummer 61), en voor de elementen met atoomnummer hoger dan 82 (lood), waaronder uranium. Transuranen zijn evenmin stabiel, maar komen niet in de natuur voor.

## Verbindingen tussen elementen
Naast protonen en neutronen bevat een atoom van een element elektronen. De chemische eigenschappen van een element worden vrijwel geheel bepaald door het aantal elektronen, dat in de basis gelijk is aan het aantal protonen in de atoomkern. Een atoom waarbij het aantal elektronen afwijkt van het per element vaste aantal protonen wordt een ion genoemd. Ionen bezitten dus altijd een bepaalde elektrische lading; positief als het aantal elektronen kleiner is dan het aantal protonen, of negatief als het aantal elektronen groter is dan het aantal protonen. Een positief ion wordt aangetrokken door een negatief ion, waardoor twee verschillende elementen met elkaar een chemische verbindingen met elkaar kunnen aangaan. De atomen worden dan bij elkaar gehouden door een chemische binding. Metalen en niet-metalen kunnen ionaire bindingen met elkaar aangaan, waarbij het product een zout is.
Metalen onderling kunnen metaalbindingen vormen of kunnen een intermetallische verbinding vormen. Niet-metalen gaan onderling covalente bindingen aan, waarbij allerei moleculaire stoffen worden gevormd. Het element koolstof speelt vooral een rol in organische verbindingen, chemische stoffen die te maken hebben met het leven op aarde.
Sommige gasvormige elementen, zoals zuurstof, waterstof en stikstof zijn sterk geneigd een verbinding met zichzelf aan te gaan en vormen dan een diatomisch molecuul. Ook andere elementen maken soms een verbinding met alleen zichzelf, dat wordt een enkelvoudige stof genoemd.

## Ontstaan van de elementen
De lichtste elementen waterstof en helium zijn volgens de Big Bang theorie ontstaan tijdens de eerste 20 minuten van het heelal in een verhouding van ongeveer 3:1 op basis van hun massa of in een verhouding van 12:1 van het aantal atomen. Ongeveer tegelijkertijd ontstonden sporen van de volgende twee elementen uit het periodiek systeem, lithium en beryllium. Bijna alle andere elementen zijn gemaakt door kernfusie in sterren. Op aarde worden kleine hoeveelheden nieuwe atomen op natuurlijke wijze geproduceerd door radioactief verval.

## Voorkomen van elementen in de natuur

### Als enkelvoudige stof
Een enkelvoudige stof is een scheikundige stof die uit slechts één element is opgebouwd. Een klein aantal elementen wordt op aarde aangetroffen als relatief zuivere, gedegen mineralen. Tot deze elementen behoren koper, de edelmetalen zilver en goud, koolstof (in de vormen grafiet of diamant) en zwavel. Ook de edelgassen komen in zuivere vorm op aarde voor. Vrijwel alle andere elementen worden op aarde aangetroffen als chemische verbindingen. Vaak komen deze voor in de vorm van mengsels. Zo komen metalen voor in de vorm van legeringen. De aardatmosfeer is een mengsel van vooral stikstof, zuurstof, waterdamp (een samengestelde stof) en argon.

### In een chemische binding met andere elementen
Als we elementen in samengestelde stoffen meerekenen, dan bestaat de aardkorst voor 46,1% (massapercentage) uit zuurstof, voor 28,2% uit silicium en verder vooral uit aluminium, ijzer, calcium, magnesium, natrium en kalium. Het menselijk lichaam bestaat voor 61% van zijn massa uit zuurstof, voor 23% uit koolstof, 10% uit waterstof en verder vooral uit stikstof en calcium.

### Kunstmatige elementen
Men denkt dat alle in de natuur voorkomende stabiele atomen inmiddels bekend zijn. Elementen met atoomnummers hoger dan 98 (californium) zijn in de natuur niet gevonden, maar kunnen synthetisch gemaakt worden. Wanneer een nieuw element voor het eerst kunstmatig gecreëerd wordt, dient dit element een officiële naam te krijgen. Er is een internationale organisatie, de International Union of Pure and Applied Chemistry, die hierover beslist. Deze instantie neemt meestal de naam over die de ontdekker voorgesteld heeft. Soms leidt dit tot controverses, omdat meerdere personen of groepen de ontdekking of synthese voor zich opeisen. Om deze reden heeft het lang geduurd voordat de elementen met een atoomnummer van 104 of hoger een naam kregen.
Tot eind 2016 hadden hogere elementen nog geen echte naam, maar werden ze aangeduid met namen als ununseptium, wat kan worden vertaald als honderdzeventienium, verwijzend naar hun atoomnummer. Met de definitieve benoeming van nihonium, moscovium, tennessine en oganesson door de IUPAC op 28 november 2016 hebben alle elementen tot en met de zevende periode in het periodiek systeem een naam gekregen.

## Vroege geschiedenis
Het begrip element als bouwsteen van de materie stamt al uit de oudheid, maar sloeg op hypothetische componenten die weinig gemeen hebben met de elementen uit de hedendaagse scheikunde. Thales van Milete stelde dat alle materie uiteindelijk was opgebouwd uit water. Bij latere filosofen was er nog steeds één element, maar telkens iets anders dan water. Empedocles ging uit van 4 elementen: aarde, lucht, vuur en water. Ook Aristoteles propageerde deze theorie, maar beschouwde de namen van de elementen slechts als weergaven van eigenschappen (warm tegenover koud en droog tegenover nat), niet als letterlijk verwijzend naar bijvoorbeeld de stof water. Hij voegde ook een vijfde element "ether" toe. Het Griekse woord stoicheion verscheen in Latijnse vertalingen als elementum, maar de etymologische oorsprong van dat Latijnse woord is onzeker. Stoffen als goud, zilver, ijzer en koper zijn al bekend sinds de vroege oudheid, maar zij werden tot in moderne tijden niet geassocieerd met elementen in de zin die de Griekse filosofen daaraan toekenden.
Voor de moderne opvatting over elementen is Robert Boyle verantwoordelijk. Als empiricus noemde hij een stof elementair wanneer er geen manier bestaat om ze verder te ontleden. Met die definitie is de status van een element noodzakelijkerwijs alleen maar voorlopig: het is altijd mogelijk dat iemand een nieuwe techniek vindt om een stof op te splitsen waarvan met tot dan aannam dat ze een element was. Boyle meende dat de metalen niet-elementair waren en hoopte zelfs niet-edele metalen om te vormen tot goud.
Antoine Lavoisier publiceerde in 1789 zijn traité élémentaire de chimie ("elementaire verhandeling over scheikunde") met de eerste systematische behandeling van 33 elementen die nog steeds als dusdanig erkend worden. Hij voerde ook het woord gas in voor stoffen die tot dan toe "luchten" waren genoemd.